# Mirolestes facialis
Mirolestes facialis är en tvåvingeart som beskrevs av Charles Howard Curran 1935. Mirolestes facialis ingår i släktet Mirolestes och familjen rovflugor. Inga underarter finns listade i Catalogue of Life.